# Boolgeeda Airport
Boolgeeda Airport är en flygplats i Australien. Den ligger i kommunen Ashburton och delstaten Western Australia, omkring 1 100 kilometer norr om delstatshuvudstaden Perth.
Trakten runt Boolgeeda Airport är nära nog obefolkad, med mindre än två invånare per kvadratkilometer.. Det finns inga samhällen i närheten.
Omgivningarna runt Boolgeeda Airport är i huvudsak ett öppet busklandskap. Genomsnittlig årsnederbörd är 433 millimeter. Den regnigaste månaden är januari, med i genomsnitt 179 mm nederbörd, och den torraste är augusti, med 1 mm nederbörd.